# Ласлау Маре (Муреш)
Ласлау Маре (рум. Laslău Mare) насеље је у Румунији у округу Муреш у општини Суплак. Oпштина се налази на надморској висини од 328 m.

## Историја
Према државном шематизму православног клира Угарске 1846. године у месту Olah Szt. Laszlo живело је 92 православне породице, са придодатим филијалним - 21 из Korod Szt. Marton. Православни парох био је тада поп Михаил Поповић.

## Становништво
Према подацима из 2002. године у насељу је живело 436 становника.

### Попис2002.
| Расподела становништва по националности 2002.‍ | Расподела становништва по националности 2002.‍ | Расподела становништва по националности 2002.‍ | Расподела становништва по националности 2002.‍ | Расподела становништва по националности 2002.‍ |
| --------------------------------------------- | --------------------------------------------- | --------------------------------------------- | --------------------------------------------- | --------------------------------------------- |
|                                               |                                               |                                               |                                               |                                               |
| Румуни                                        | Румуни                                        |                                               | 410                                           | 94,3%                                         |
| Мађари                                        | Мађари                                        |                                               | 7                                             | 1,6%                                          |
| Роми                                          | Роми                                          |                                               | 18                                            | 4,1%                                          |